# Saint-Brieuc
Saint-Brieuc là tỉnh lỵ của tỉnh Côtes-d'Armor, thuộc vùng hành chính Bretagne của nước Pháp, có dân số là 46.087 người (thời điểm 1999).

## Khí hậu
| Dữ liệu khí hậu của Saint-Brieuc (1981–2010) | Dữ liệu khí hậu của Saint-Brieuc (1981–2010) | Dữ liệu khí hậu của Saint-Brieuc (1981–2010) | Dữ liệu khí hậu của Saint-Brieuc (1981–2010) | Dữ liệu khí hậu của Saint-Brieuc (1981–2010) | Dữ liệu khí hậu của Saint-Brieuc (1981–2010) | Dữ liệu khí hậu của Saint-Brieuc (1981–2010) | Dữ liệu khí hậu của Saint-Brieuc (1981–2010) | Dữ liệu khí hậu của Saint-Brieuc (1981–2010) | Dữ liệu khí hậu của Saint-Brieuc (1981–2010) | Dữ liệu khí hậu của Saint-Brieuc (1981–2010) | Dữ liệu khí hậu của Saint-Brieuc (1981–2010) | Dữ liệu khí hậu của Saint-Brieuc (1981–2010) | Dữ liệu khí hậu của Saint-Brieuc (1981–2010) |
| Tháng                                        | 1                                            | 2                                            | 3                                            | 4                                            | 5                                            | 6                                            | 7                                            | 8                                            | 9                                            | 10                                           | 11                                           | 12                                           | Năm                                          |
| -------------------------------------------- | -------------------------------------------- | -------------------------------------------- | -------------------------------------------- | -------------------------------------------- | -------------------------------------------- | -------------------------------------------- | -------------------------------------------- | -------------------------------------------- | -------------------------------------------- | -------------------------------------------- | -------------------------------------------- | -------------------------------------------- | -------------------------------------------- |
| Cao kỉ lục °C (°F)                           | 15.4 (59.7)                                  | 19.6 (67.3)                                  | 22.2 (72.0)                                  | 25.2 (77.4)                                  | 28.9 (84.0)                                  | 33.6 (92.5)                                  | 32.2 (90.0)                                  | 38.1 (100.6)                                 | 29.6 (85.3)                                  | 29.5 (85.1)                                  | 20.7 (69.3)                                  | 16.8 (62.2)                                  | 38.1 (100.6)                                 |
| Trung bình ngày tối đa °C (°F)               | 8.4 (47.1)                                   | 8.7 (47.7)                                   | 11.1 (52.0)                                  | 12.8 (55.0)                                  | 15.9 (60.6)                                  | 18.9 (66.0)                                  | 21.1 (70.0)                                  | 21.3 (70.3)                                  | 19.1 (66.4)                                  | 15.5 (59.9)                                  | 11.6 (52.9)                                  | 9.0 (48.2)                                   | 14.5 (58.1)                                  |
| Tối thiểu trung bình ngày °C (°F)            | 3.4 (38.1)                                   | 3.0 (37.4)                                   | 4.3 (39.7)                                   | 5.3 (41.5)                                   | 8.2 (46.8)                                   | 10.7 (51.3)                                  | 12.7 (54.9)                                  | 12.7 (54.9)                                  | 11.1 (52.0)                                  | 8.9 (48.0)                                   | 5.8 (42.4)                                   | 3.7 (38.7)                                   | 7.5 (45.5)                                   |
| Thấp kỉ lục °C (°F)                          | −11.3 (11.7)                                 | −9.4 (15.1)                                  | −3.9 (25.0)                                  | −1.8 (28.8)                                  | 1.1 (34.0)                                   | 3.6 (38.5)                                   | 7.1 (44.8)                                   | 6.6 (43.9)                                   | 4.5 (40.1)                                   | −3.9 (25.0)                                  | −4.8 (23.4)                                  | −7.2 (19.0)                                  | −11.3 (11.7)                                 |
| Lượng Giáng thủy trung bình mm (inches)      | 79.4 (3.13)                                  | 68.0 (2.68)                                  | 56.6 (2.23)                                  | 63.8 (2.51)                                  | 64.5 (2.54)                                  | 45.2 (1.78)                                  | 44.8 (1.76)                                  | 40.8 (1.61)                                  | 58.1 (2.29)                                  | 82.1 (3.23)                                  | 83.7 (3.30)                                  | 89.2 (3.51)                                  | 776.2 (30.56)                                |
| Số ngày giáng thủy trung bình                | 12.8                                         | 11.3                                         | 11.6                                         | 11.8                                         | 9.4                                          | 7.5                                          | 8.0                                          | 8.1                                          | 8.7                                          | 12.9                                         | 14.0                                         | 14.2                                         | 130.3                                        |
| Số giờ nắng trung bình tháng                 | 64.8                                         | 76.8                                         | 118.1                                        | 152.4                                        | 179.5                                        | 198.7                                        | 186.3                                        | 178.1                                        | 160.9                                        | 107.0                                        | 77.5                                         | 64.5                                         | 1.564,6                                      |
| Nguồn: Météo France                          |                                              |                                              |                                              |                                              |                                              |                                              |                                              |                                              |                                              |                                              |                                              |                                              |                                              |

## Nhân khẩu học
| 1962   | 1968   | 1975   | 1982   | 1990   | 1999   |
| ------ | ------ | ------ | ------ | ------ | ------ |
| 43 142 | 50 281 | 52 559 | 48 563 | 44 752 | 46 087 |

## Các thành phố kết nghĩa
- Alsdorf, Nordrhein-Westfalen, Đức
- Aberystwyth, Wales, Vương quốc Anh

## Những người con của thành phố
- Louis Rossel, sĩ quan (sinh năm 1844)
- Patrick Dewaere, diễn viên (sinh năm 1947)
- Sébastien Hinault, vận động viên đua xe đạp (sinh năm 1974)
- Benoît Poilvet, vận động viên đua xe đạp (sinh năm 1976)